# تومارکتوس
تومارکتوس یک سگ‌سان از تیره فرعی سگ‌های استخوان‌شکن است که ۱۶ تا ۲۳ میلیون سال پیش در بیشتر مناطق آمریکای شمالی زندگی می‌کرده است.تومارکتوس برای حدود ۶٫۸۳ میلیون سال وجود داشته‌است.
این جانور با شمار گوناگونی از گونه‌هایی از راسته سگ خرسی و راسویان غول پیکر هم‌دوره بوده‌است.